# 차범근 축구교실
차범근 축구교실은 1990년 4월 차범근이 설립한 무료 어린이 축구교실을 모태로 하여 운영되고 있는 축구 아카데미이다.

## 역사
차범근은 독일에서 선수 생활 시절에도 1984년 6월 국내 휴가 기간 중 일주일간 "차범근 축구교실"을 열며 국내 유소년 축구 발전에 관심이 컸으며 1989년 11월 영구 귀국 후 1990년 4월 무료 어린이 축구교실을 시작으로 본격적으로 차범근 축구교실을 확대 운영하였으나, 결국 2022년 서울시에 입찰 실패로 인하여, 같은해 10월 9일에 운영을 중단했다. 하지만 다시 2023년 3월 1일 에 다시 운영을 재개할 예정이다.

## 같이 보기
- 차범근 축구상